# Назаров Роман Капітонович
Роман Капітонович Назаров (1905, село Селінка Каширського повіту Московської губернії, тепер Московської області, Російська Федерація — жовтень 1984, місто Іваново, тепер Російська Федерація) — радянський партійний діяч, 1-й секретар Хабаровського крайового комітету ВКП(б). Депутат Верховної ради РРФСР 1-го скликання. Депутат Верховної ради СРСР 2-го скликання.

## Біографія
Народився в родині робітника-закрійника. З дитячих років наймитував. З листопада 1916 до грудня 1918 року — учень слюсаря кустарної майстерні Кускова в Москві.
З грудня 1918 до жовтня 1921 року працював у селянському господарстві батьків у селі Селінці. У 1921 році вступив до комсомолу.
У жовтні 1921 — травні 1924 року — учень регулювальника кардонаборних машин, в травні 1924 — листопаді 1929 року — слюсар-регулювальник Московської кардолентної фабрики імені 7-ї річниці Жовтня.
Член РКП(б) з жовтня 1924 року.
У 1929 році закінчив три курси Комуністичного вузу імені Свердлова в Москві.
У листопаді 1929 — липні 1930 року — голова заводського комітету, в липні 1930 — червні 1931 року — секретар партійного комітету Московської кардолентної фабрики імені 7-ї річниці Жовтня.
У червні 1931 — лютому 1932 року — інструктор Замоскворецького районного комітету ВКП(б) міста Москви.
У лютому 1932 — березні 1934 року — секретар партійного комітету 1-ї Московської ситценабивної фабрики.
У березні 1934 — серпні 1935 року — інструктор Кіровського районного комітету ВКП(б) міста Москви.
У серпні 1935 — вересні 1937 року — секретар партійного комітету Московського заводу «Красный богатырь».
У вересні 1937 — липні 1938 року — 1-й секретар Сокольницького районного комітету ВКП(б) міста Москви.
У липні — листопаді 1938 року — завідувач відділу керівних партійних органів Далекосхідного крайового комітету ВКП(б) у Хабаровську.
У листопаді 1938 — липні 1939 року — 1-й секретар Хабаровського обласного комітету ВКП(б).
У липні 1939 — липні 1940 року — 1-й секретар Хабаровського міського комітету ВКП(б).
У липні 1940 — березні 1942 року — секретар Хабаровського крайового комітету ВКП(б) із кадрів.
У березні 1942 — 20 червня 1945 року — 2-й секретар Хабаровського крайового комітету ВКП(б).
20 червня 1945 — 1 квітня 1949 року — 1-й секретар Хабаровського крайового комітету ВКП(б). Одночасно з червня 1945 до квітня 1949 року — 1-й секретар Хабаровського міського комітету ВКП(б).
У січні 1949 — січні 1950 року — слухач курсів перепідготовки перших секретарів обкомів при ЦК ВКП(б) у Москві.
У січні 1950 — березні 1951 року — інспектор ЦК ВКП(б) у Москві.
У квітні 1951 — липні 1953 року — партійний організатор, у липні 1953 — серпні 1961 року — секретар партійного комітету Івановської прядильно-ткацької фабрики імені Дзержинського.
З серпня по грудень 1961 року — персональний пенсіонер у місті Іваново.
У грудні 1961 — липні 1966 року — директор Івановського хлібокомбінату.
З липня 1966 по січень 1967 року — персональний пенсіонер у місті Іваново.
У січні 1967 — лютому 1970 року — заступник директор Івановського цегельного заводу № 3.
З лютого 1970 року — персональний пенсіонер у місті Іваново. Помер у жовтні 1984 року.

## Нагороди
- орден Трудового Червоного Прапора
- медалі